# Carsten Heymann
Carsten Heymann (ur. 7 stycznia 1972 w Sebnitz) – niemiecki biathlonista, reprezentujący również NRD, dwukrotny wicemistrz świata.

## Kariera
Pierwszy sukces osiągnął w 1990 roku, gdy jeszcze jako reprezentant NRD zdobył złoty medal w sztafecie na mistrzostwach świata juniorów w Sodankylä. Wynik ten powtórzył na mistrzostwach świata juniorów w Galyatető w 1991 roku, wygrywając też bieg indywidualny i zajmując trzecie miejsce w sprincie. Ponadto podczas mistrzostw świata juniorów w Canmore w 1992 roku odniósł trzecie zwycięstwo w sztafecie.
W Pucharze Świata zadebiutował 22 grudnia 1991 roku w Hochfilzen, zajmując piąte miejsce w sztafecie. Pierwsze punkty wywalczył 19 stycznia 1995 roku w Oberhofie, zajmując 18. miejsce w biegu indywidualnym. Na podium zawodów tego cyklu po raz pierwszy stanął 13 grudnia 1997 roku w Östersund, kończąc rywalizację w sprincie na trzeciej pozycji. W zawodach tych wyprzedzili go jedynie Rosjanin Aleksiej Kobielew i Raphaël Poirée z Francji. W kolejnych startach jeszcze pięć razy stawał na podium, jednak nie odniósł żadnego zwycięstwa. Ostatnie podium wywalczył 21 stycznia 2001 roku w Anterselvie, gdzie zajął drugie miejsce w biegu masowym. Najlepsze wyniki osiągnął w sezonie 2000/2001, kiedy zajął ósme miejsce w klasyfikacji generalnej.
Podczas mistrzostw świata w Osrblie w 1997 roku wspólnie z Markiem Kirchnerem, Frankiem Luckem i Peterem Sendelem zdobył srebrny medal w biegu drużynowym. Wynik ten Niemcy w składzie: Ricco Groß, Carsten Heymann, Sven Fischer i Frank Luck powtórzyli na mistrzostwach świata w Hochfilzen/Pokljuce w 1998 roku. Był też między innymi jedenasty w biegu masowym podczas mistrzostw świata w Pokljuce w 2001 roku. Ponadto kilkukrotnie zdobywał medale mistrzostw Europy, w tym złote w sztafecie na ME w Kontiolahti (2002) i ME w Mińsku (2004).
W 1998 roku wystąpił na igrzyskach olimpijskich w Nagano. W swoim jedynym starcie zajął 34. miejsce w sprincie.

## Osiągnięcia

### Zimowe igrzyska olimpijskie
| Rok  | Miejscowość | Konkurencje | Konkurencje | Konkurencje | Konkurencje | Konkurencje | Konkurencje | Konkurencje |
| Rok  | Miejscowość | IN          | SP          | PU          | MS          | RL          | MR          | SR          |
| ---- | ----------- | ----------- | ----------- | ----------- | ----------- | ----------- | ----------- | ----------- |
| 1998 | Nagano      | –           | 34.         | nd.         | nd.         | –           | nd.         | –           |

### Mistrzostwa świata
| Rok  | Miejscowość         | Konkurencje | Konkurencje | Konkurencje | Konkurencje | Konkurencje | Konkurencje | Konkurencje |
| Rok  | Miejscowość         | IN          | SP          | PU          | MS          | RL          | MR          | SR          |
| ---- | ------------------- | ----------- | ----------- | ----------- | ----------- | ----------- | ----------- | ----------- |
| 1995 | Anterselva          | –           | –           | nd.         | nd.         | –           | nd.         | –           |
| 1997 | Osrblie             | 25.         | –           | –           | nd.         | –           | nd.         | –           |
| 1998 | Hochfilzen/Pokljuka | nd.         | nd.         | –           | nd.         | nd.         | nd.         | –           |
| 2001 | Pokljuka            | –           | 25.         | 25.         | 11.         | –           | nd.         | –           |

### Puchar Świata

#### Miejsca w klasyfikacji generalnej
| Sezon     | Miejsce |
| --------- | ------- |
| 1994/1995 | 32.     |
| 1996/1997 | 10.     |
| 1997/1998 | 32.     |
| 1998/1999 | 21.     |
| 1999/2000 | 22.     |
| 2000/2001 | 8.      |
| 2001/2002 | 63.     |
| 2003/2004 | 54.     |

#### Miejsca na podium chronologicznie
| Lp. | Dzień        | Rok  | Miejscowość | Konkurencja                | Lokata | Pudła   | Czas biegu | Strata  | Zwycięzca            |
| --- | ------------ | ---- | ----------- | -------------------------- | ------ | ------- | ---------- | ------- | -------------------- |
| 1.  | 13 grudnia   | 1997 | Östersund   | Sprint na 10 km            | 3.     | ?       | 24:14,1    | +15,4   | Aleksiej Kobielew    |
| 2.  | 23 stycznia  | 1999 | Anterselva  | Bieg pościgowy na 12,5 km  | 2.     | 1+0+0+0 | 35:43,9    | +11,3   | Ole Einar Bjørndalen |
| 3.  | 9 marca      | 2000 | Lahti       | Bieg indywidualny na 20 km | 2.     | 0+0+0+0 | 1:00:38,4  | +8,7    | Halvard Hanevold     |
| 4.  | 30 listopada | 2000 | Anterselva  | Bieg indywidualny na 20 km | 2.     | 1+1+0+0 | 58:03,3    | +1:06,5 | Zdenek Vitek         |
| 5.  | 4 stycznia   | 2001 | Oberhof     | Sprint na 10 km            | 3.     | 0+1     | 24:03,4    | +53,9   | Raphaël Poirée       |
| 6.  | 21 stycznia  | 2001 | Anterselva  | Bieg masowy na 15 km       | 2.     | 1+0+0+0 | 39:45,3    | +21,2   | Ole Einar Bjørndalen |